# Javier Aguirre (réalisateur)
Pour les articles homonymes, voir Javier Aguirre et Aguirre.
Javier Aguirre Fernández est un réalisateur espagnol né le 13 juin 1935 à Saint-Sébastien et mort le 4 décembre 2019 à Madrid.

## Biographie
Javier Aguirre est née à Donostia-San Sebastián en Espagne.
Il a commencé son travail en tant que réalisateur en 1961 et a eu une carrière prolifique, réalisant 45 longs métrages, 10 courts métrages, 2 documentaires et 25 courts métrages documentaires. Aguirre a également écrit et produit la plupart de ses films,.
On lui doit aussi des films d'horreur, comme Le Bossu de la morgue en 1973.
Javier Aguirre a commencé à s'intéresser au cinéma très tôt. Lorsqu'il était adolescent, il a commencé à collaborer pour des magazines de divertissement tels que Radiocinema, Film Ideal et d'autres.
En 1955, à l'âge de 20 ans environ, il fonde et dirige le club de cinéma de San Sebastián. De 1956 à 1957, Aguirre organise des cours de cinéma et des festivals du film. Durant ces années, il a également étudié à l'Instituto de Investigaciones y Experiencias Cinematográficas (IIEC). Il a travaillé comme assistant réalisateur jusqu'à ce qu'il commence à réaliser ses propres courts métrages dans les années 1960.
En 1961, Javier Aguirre a réalisé un court métrage documentaire intitulé Pasajes tres, qui a reçu un prix de la Coquille d’or au Festival international du film de San Sebastián.
Javier Aguirre a été marié à l'actrice Enriqueta Carballeira de 1966 à 1977. Le couple a eu une fille, Arantxa Aguirre, qui travaille également comme réalisatrice. Javier était marié à l'actrice Esperanza Roy à sa mort.
Javier Aguirre est décédé le 4 décembre 2019 à Madrid.

## Filmographie
- 1967 : Los chicos con las chicas (es)
- 1968 : Los que tocan el piano (es)
- 1968 : Una vez al año, ser hippy no hace daño (es)
- 1969 : Soltera y madre en la vida (es)
- 1970 : Pierna creciente, falda menguante (es)
- 1970 : El astronauta (es)
- 1970 : De profesión sus labores (es)
- 1972 : Soltero y padre en la vida (es)
- 1973 : El asesino está entre los trece
- 1973 : Le Grand Amour du comte Dracula (El gran amor del conde Drácula)
- 1973 : Le Bossu de la morgue (El jorobado de la Morgue)
- 1974 : El insólito embarazo de los Martínez (es)
- 1975 : El mejor regalo (es)
- 1977 : Esposa de día, amante de noche
- 1977 : Carne apaleada (es)
- 1977 : Acto de posesión (es)
- 1979 : Rocky Carambola (es)
- 1980 : La guerra de los niños (es)
- 1980 : Los pecados de mamá (es)
- 1982 : Las locuras de Parchís (es)
- 1982 : En busca del huevo perdido (es)
- 1982 : Ni te cases ni te embarques (es)
- 1983 : Parchís entra en acción
- 1986 : La monja alférez (es)
- 1987 : El polizón del Ulises (es)
- 1988 : La diputada